# November (musikgrupp)
För den georgiska musikgruppen, se November (georgisk musikgrupp)
November är en svensk hårdrocksgrupp som bildades år 1969.
De var en av Sveriges absolut första stora hårdrocksgrupper, och kom att lägga grunden till hårdrocksrörelsen i Sverige.
Gruppen består av Christer Stålbrandt (sång och basgitarr), Björn Inge (trummor) och Richard Rolf (gitarr).

## Historia
Gruppen bildades 1969 i Vällingby ur gruppen The Train, där Christer Stålbrandt sjöng och spelade bas, Snowy White spelade gitarr, och med Theo Salsberg på trummor. Salsberg bestämde sig dock ganska tidigt för att lämna gruppen och blev ersatt av Björn Inge från Stålbrandts tidigare band The Imps. Inte långt senare flyttade gitarristen Snowy White hem till England och Richard Rolf ersatte, och resten av medlemmarna i Train bildade då det som skulle få namnet November.
Gruppen bestod nu enbart av svenska medlemmar, och beslutade sig för att sjunga på svenska. Man letade efter ett svenskt namn och under en konsert då man var förband åt Fleetwood Mac, den 1 november 1969, beslutade man sig för att helt enkelt ge gruppen namn efter månaden.
Konsertarrangören och grundaren av Ema Telstar, Thomas Johansson,  tog sig an gruppen och blev dess manager. Man spelade in några låtar i Sveriges Radios studio. Låtarna sändes på radio och fick god respons så man beslutade att spela in skivan En ny tid är här..., vilket tog tre dagar. Strax efter skivan åkte man på turné med en samling vänner och roddare som gick under samlingsnamnet Baletten, och ofta medverkade på scen.
Våren 1971 spelade gruppen in sin andra skiva, helt enkelt betitlad 2:a november och producerad av Jojje Wadenius. I december samma år spelade man in sin tredje och sista skiva, 6:e november, döpt efter Gustav II Adolfs dödsdag i Slaget vid Lützen. Skivan producerades av Sam Charters, som bland annat producerat skivor åt Country Joe and the Fish.
Hösten 1972 beslutade sig gruppen för att splittras på grund av det hårda turnélivet. Sista spelningen gjordes på nyårsafton 1972. Richard Rolf gick med i den norska gruppen Takt och Ton, Björn Inge fortsatte turnera med andra grupper och bildade Energy tillsammans med Amadeo Nicoletti. Christer Stålbrandt återvände till Vällingby och bildade Saga tillsammans med lokala musiker.
1993 återförenades bandet för en enda spelning på Studion i Stockholm. Även 2007 gjordes en spelning när skivbolaget Mellotronen, som gett ut alla Novembers skivor på CD, firade 20 år genom en festival på Silja Line. Spelningen utkom på DVD under våren 2007. Under 2007 spelade november även på Sweden Rock, på Satin i Örebro, och på Kägelbanan i Stockholm.
Gruppen spelade tung bluesinfluerad hårdrock inspirerad av bluesrockgrupper som Led Zeppelin, Cream och Mountain, men med svensk text, vilket gav musiken en speciell karaktär. På den tiden var det ovanligt att icke-anglosaxiska rockband sjöng på sitt eget språk.

## Övrigt
The Train's tidigare gitarrist Snowy White spelade senare ett flertal år i det irländska rockbandet Thin Lizzy, samt ingick i det band Fleetwood Macs gitarrist Peter Green hade i slutet av 1970-talet. White har också regelbundet spelat med Pink Floyd och turnerat med Roger Waters.

## Progg?
November betecknas ofta som "progg", vilket dock är en tveksam beteckning då gruppen tillhörde det kommersiella skivbolaget Sonet Records. Gruppen stod således utanför den svenska progressiva musikrörelse som startade vid samma tidpunkt. November hade inte heller några vänsterpolitiska texter, något som ofta förknippas med musikrörelsen.

## Diskografi
Studioalbum
- 1970 – En ny tid är här...
- 1971 – 2:a november
- 1972 – 6:e november

Livealbum
- 1993 – Live

Singlar
- 1970 – "Mount Everest" / "Cinderella"
- 1971 – "Mount Everest" / "Nobody's Hand to Hold"
- 1971 – "Tillbaks till Stockholm" / "Sista resan"
- 1971 – "Men mitt hjärta ska vara gjort av sten" / "Mouchkta (Drömmen om Malin)"

Samlingsalbum
- 2003 – En ny tid är här... / 2:a november